# António Óscar de Fragoso Carmona
António Óscar de Fragoso Carmona (ur. 24 listopada 1869 w Lizbonie, zm. 18 kwietnia 1951 tamże) – prezydent, minister wojny i dyktator (formalnie premier) Portugalii. Jako dziesiąty prezydent Portugalii i pierwszy prezydent Estado Novo sprawował urząd od 9 lipca 1926 do 18 kwietnia 1951; jako dziewięćdziesiąty siódmy premier Portugalii sprawował urząd od 9 lipca 1926 do 18 kwietnia 1928.

## Życiorys
Portugalia od 1910 (obalenie monarchii) do 1926 (przejęcie władzy przez konserwatystów i wojsko) była trapiona anarchią i niestabilnością polityczną. Tylko w latach 1919–1921 miała ona 13 różnych rządów. W okresie tym prowadzono politykę antyklerykalną – wydalono zgromadzenie zakonne, znacjonalizowano majątek Kościoła, zerwano stosunki z Watykanem i zabroniono zawierania związków małżeńskich wyłącznie w kościele.
W 1921, po wyborach, które wyłoniły jeszcze bardziej skłócony i podzielony parlament, grupa republikańskich polityków i wojskowych przeprowadziła pucz. Przywódcy puczu utworzyli rząd zdolny przetrwać dwa tygodnie, następnie powrócono do stosunków sprzed zamachu – do 1922 powołano 5 rządów. Listopad 1922 – to kolejna próba puczu, ponownie nieudana. Kolejne miały miejsce w 1924 i 1925, kiedy funkcjonowało kolejno siedem rządów.
28 maja 1926 roku do ofensywy przeszli połączeni sojuszem katolicy, konserwatyści i umiarkowani monarchiści, którzy przeprowadzili udany zamach stanu z gen. Carmoną na czele. Rozwiązano parlament. Przeciwnicy Carmony wszczęli przeciw niemu rewoltę, którą stłumiono ostatecznie dopiero w 1928. Zamach stanu z 1926 roku nazywa się "zamachem 26 maja" lub "narodową rewolucją" (Revolução Nacional). Po przewrocie, w roku 1926, przywódcami Portugalii zostawali wojskowi – José Mendes Cabeçadas i Manuel de Oliveira Gomes da Costa. Carmona, razem z da Costą, odsunął wpierw od rządów Cabeçadasa, następnie na drodze zbrojnego zamachu stanu 9 czerwca 1926 obalił rządy da Costy, którego zesłał na wygnanie na Azory, mianując jednocześnie marszałkiem Portugalii. Po pełnych zamętu rządach Cabeçadasa Carmona ustabilizował w Portugalii system polityczny zwany Narodową Dyktaturą (Ditadura Nacional).
W 1927 Carmona mianował Antónia de Oliveirę Salazara ministrem finansów. W ciągu jednego roku zrównoważono budżet, opanowano inflację i bezrobocie, wkrótce pojawiła się nadwyżka finansowa. Uzdrowienie gospodarcze Portugalii doprowadziło do szybkiego wzrostu popularności Salazara, który wkrótce został premierem. Jako premier nakreślił wizję silnego państwa republikańskiego opartego na wartościach katolickich. Zdobył też sobie całkowite zaufanie Carmony – uznawano go za bardzo efektywnego ministra, do tego stopnia, że Carmona przekazał mu pełnię władzy, mianując go jednocześnie w 1932 premierem. Salazar przekształcił ustrój Portugalii z dyktatury wojskowej w cywilną, zwaną Nowym Państwem (Estado Novo). W 1933, gdy weszła w życie nowa konstytucja Portugalii, Carmona ponownie został prezydentem.
Urząd ten sprawował aż do śmierci, pełniąc jednak wyłącznie funkcje reprezentacyjne, podczas gdy faktyczna władza pozostawała w rękach Salazara. Mimo podporządkowania Salazarowi, Carmona dzięki swoim mowom nawołującym do pokoju i bezpieczeństwa spełnił ważną rolę w uspokojeniu wystąpień antyrządowych w latach 1935–1936 i podczas II wojny światowej. O poparciu społecznym dla dyktatury Salazara i osoby Carmony świadczy fakt, że w całkowicie demokratycznych wyborach prezydenckich z 1949 opozycja nie była w stanie w żaden sposób zagrozić kandydaturze Carmony, który wygrał je z łatwością.
W przeciwieństwie do swojego następcy Francisca Craveiry Lopesa Salazar nie wchodził z nim w konflikty – nie był w stanie usunąć go z urzędu ze względu na jego dobrą reputację. Według Jacka Bartyzela (Umierać, ale powoli) Salazar po śmierci Carmony (który umierał już w stopniu marszałka) chciał zrezygnować z funkcji premiera, ale zmienił zdanie m.in. po otrzymaniu listu od Charles’a Maurras’a, który namawiał go do pozostania na stanowisku.
Carmona jest pochowany w Panteonie Narodowym, dawnym kościele Santa Engrácia, położonym we wschodniej części Alfamy, starej dzielnicy Lizbony, gdzie znajdują się także cenotafy sześciu bohaterów narodowych (m.in. Vasco da Gamy) oraz groby dziesięciu wyróżnionych Portugalczyków (w tym Carmony), zmarłych po 1910, w czasach Republiki.
W 1931 odznaczony Orderem Orła Białego.